# Zespół Męski „Gregorianum”
Zespół Męski „Gregorianum” – kameralny chór męski działający przy Warszawskim Stowarzyszeniu Chorałowym “Gregorianum”, wykonujący a cappella muzykę z różnych wieków.

## Historia
Zespół Męski „Gregorianum”  powstał w listopadzie 2005 roku z inicjatywy prowadzących i członków Chóru Chłopięco-Męskiego „Gregorianum”.  W skład zespołu wchodzą jego obecni i byli członkowie oraz chórzyści związani z zespołem „Pośrodku Żywota” z Podkowy Leśnej. Członkami chóru są uczniowie i studenci warszawskich szkół. Dyrygentem zespołu jest Berenika Jozajtis.

## Osiągnięcia
- 2015
  - Lipiec: nagranie płyty z dwoma Magnificatami i pieśni maryjnych z repertuaru Kapeli Rorantystów. Nagranie odbyło się w Sanktuarium Matki Bożej Świętorodzinnej w Miedniewicach.
- 2014
  - Lipiec-listopad: Lipiec-listopad: nagranie i wydanie płyty Omnes Sancti Dei przy udziale dotacji Ministerstwa Kultury i Dziedzictwa Narodowego. Płyta zawiera nigdy wcześniej niepublikowane Magnificaty (tertii toni autora podpisanego jako Jacotin i anonimowy octavi toni), mszę czterogłosową Franciszka Liliusa oraz utwory poświęcone kultowi świętych męczenników z repertuaru krakowskiej Kapeli Rorantystów (manuskrypt WM2). Nagranie odbyło się w Sanktuarium Matki Bożej Świętorodzinnej w Miedniewicach.
- 2013
  - Lipiec-listopad: nagranie i wydanie płyty Magnificat Anima Mea Dominum przy udziale dotacji Ministerstwa Kultury i Dziedzictwa Narodowego. Płyta zawiera nigdy wcześniej niepublikowane Magnificaty (primi toni i quinti toni) oraz utwory na Boże Narodzenie z repertuaru krakowskiej Kapeli Rorantystów (manuskrypt WM2). Nagranie odbyło się w Sanktuarium Matki Bożej Świętorodzinnej w Miedniewicach.
- 2010
  - Listopad: II miejsce na XIII Łódzkim Festiwalu Chóralnym Cantio Lodziensis
  - Październik: Grand Prix w kategorii chórów świeckich na IV Ogólnopolskim Konkursie „Ars Liturgica” w Gnieźnie[1].
  - Sierpień: Udział w kursie mistrzowskim interpretacji muzyki dawnej pod kierunkiem prof. Paula Eswooda
  - Czerwiec: Nagranie pierwszej płyty! Na płycie znajdą się utwory hiszpańskiej polifonii sakralnej
- 2009
  - Listopad: Koncert chanson na Zamku Królewskim w Warszawie
  - Listopad: Udział w cyklu koncertów „Requiem dla Jagiellonów” organizowanych przez „Orkiestrę Złotego Wieku” Jacka Urbaniaka
  - Sierpień: Udział w warsztatach i koncertach w ramach IV Gorzowskich Spotkań z Muzyką Dawną
- 2008
  - Listopad: zespół zajmuje pierwsze miejsce na II Konkursie Chóralnym im. Wacława z Szamotuł w Szamotułach
  - Październik: z dorobkiem 97/100 pkt Zespół zdobywa złoto na III Ogólnopolskim Konkursie Ars Liturgica w Gnieźnie
  - Sierpień: udział w III Gorzowskich spotkaniach z Muzyką Dawną
  - Styczeń: Pierwsze Miejsce na XVII Myślenickim Festiwalu Kolędowym w Myślenicach w kategorii chóry jednorodne
- 2007
  - Grudzień: Koncert kolędowy na Zamku Królewskim w Warszawie
  - Listopad: udział w X Łódzkim Festiwalu Chóralnym – Cantio Lodziensis – zespół zajął II miejsce w kategorii Zespołów Wokalnych
  - Wrzesień: uczestnictwo w XV Międzynarodowych Spotkaniach z Muzyką Dawną w Świeradów Zdroju
  - Lipiec: Zespół wziął udział w Ogólnopolskich Warsztatach Artystycznych Zespołów Muzyki Dawnej i koncertach towarzyszących Trzcińskim Spotkaniom z Muzyką Dawną w Trzcińsku Zdroju
- 2006
  - Grudzień: koncert na finałowej Gali Kolęd na dużej scenie Teatru Wielkiego w ramach Europejskich Spotkań Chóralnych w Warszawie
  - Listopad: udział w IX Łódzkim Festiwalu Chóralnym – Cantio Lodziensis – zespół otrzymał II miejsce w kategorii Chórów Stowarzyszeń i Towarzystw Śpiewaczych
  - Lipiec: występ w ramach VII Kujawskich Spotkań Chóralnych we Włocławku
  - Maj: wyróżnienie na VII Międzynarodowych Spotkaniach Chóralnych z Pieśnią Maryjną „Ad Gloriam Dei” w Pińczowie
  - Styczeń: udział w I Ogólnopolskim Festiwalu Kolęd i Pastorałek w  Chełmnie. Zespół otrzymał II miejsce w kategorii chórów świeckich

## Repertuar
Zespół specjalizuje się w wykonawstwie muzyki dawnej, zarówno świeckiej jak i sakralnej. Posiada też w repertuarze utwory współczesne i rozrywkowe.